# Corsa ai diamanti

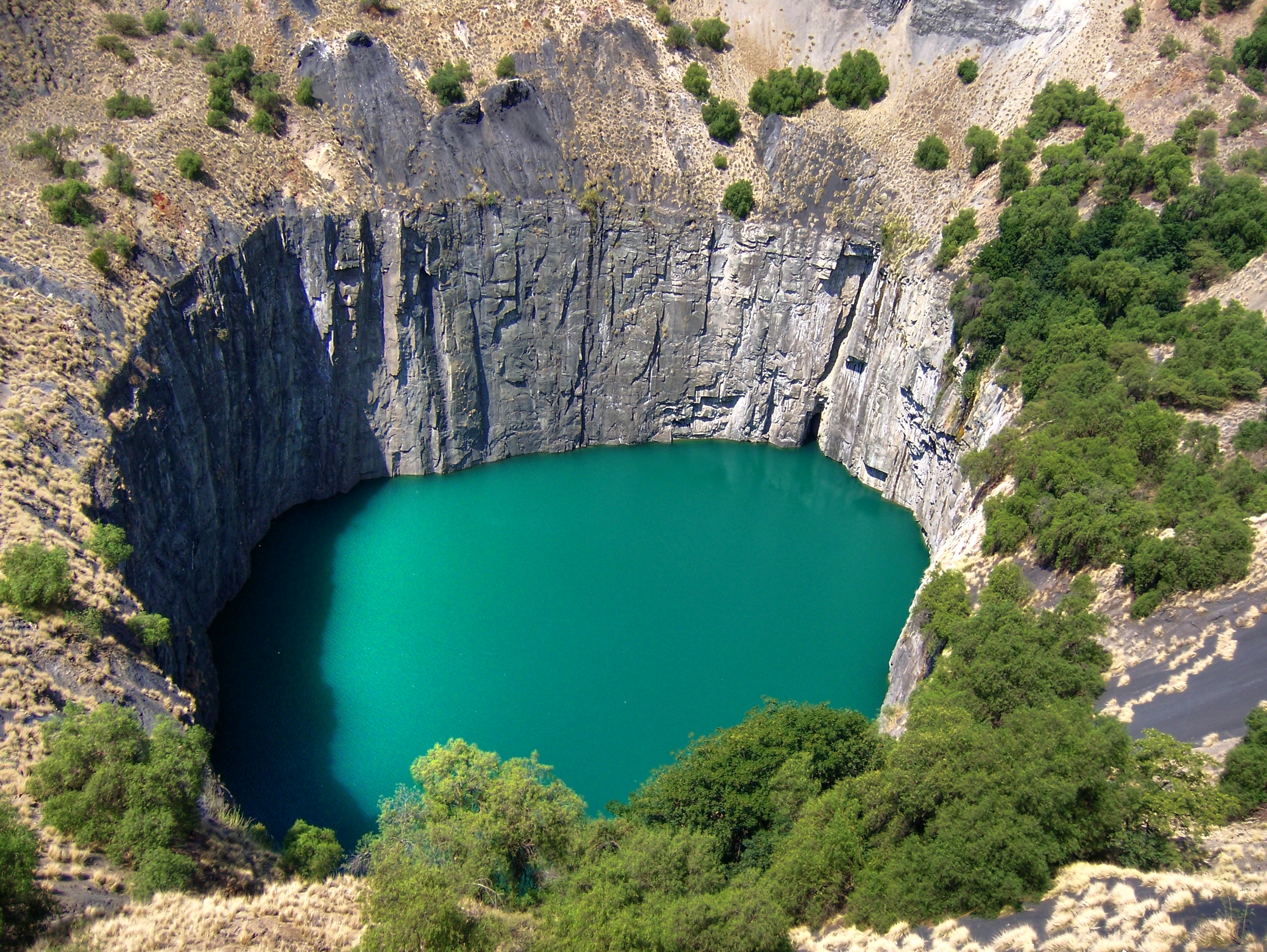
Miniera di diamanti "a pozzo" (Big Hole) a Kimberley.

La corsa per la ricerca dei diamanti nei depositi alluvionali dei fiumi Orange e Vaal ebbe il suo picco nel 1870 e 1871. 

## Storia
La collina Colesberg Kopje sulla quale avvenne la seconda scoperta africana, sparì velocemente, trasformandosi in quello che fu chiamato il Big Hole (il "grande buco").
Tra il 1871 e il 1914 furono rimosse, dal Big Hole di Kimberley, 25 milioni di tonnellate di terra e si ricavarono 14,5 milioni di carati di diamanti. Le attività minerarie si arrestarono allo scoppio della prima guerra mondiale; successivamente, l'aumento del livello delle acque e altri problemi tecnici ne impedirono la ripresa.
Grazie a questa corsa ai diamanti il Sudafrica cominciò ad emergere come il paese più altamente industrializzato del continente e trasformò drasticamente il paese da un'economia rurale nel gigante industriale africano.